# Норт-Слоп (боро)
Норт-Слоп (англ. North Slope Borough, рус. Северный склон) — одно из боро Аляски (США). Образовано 2 июля 1972 года. Своё название боро получило в честь расположения на Северном склоне Аляски.

## География
См. тж. категорию «География боро Норт-Слоп»
Боро Норт-Слоп расположено в северной части штата. Его площадь составляет 245 520,5 км² (в том числе 15 801,5 км² или 6,4 % открытых водных пространств), что делает его второй по площади административно-территориальной единицей второго уровня не только Аляски, но и всех США. К примеру, боро Норт-Слоп больше по площади, чем штат Миннесота и ещё 38 штатов страны, и больше Великобритании или Румынии.
С востока Норт-Слоп граничит с канадской территорией Юкон, с юга — с аляскинской зоной переписи Юкон-Коюкук, с юго-запада — с боро Нортуэст-Арктик, с запада омывается Чукотским морем, с севера — морем Бофорта. Норт-Слоп полностью находится севернее северного полярного круга.
В северной части боро вблизи побережья Северного Ледовитого океана располагается третье по величине озеро Аляски — Тешекпук.
Крупнейшие населённые пункты
Сортировка по убыванию населения. В скобках указано количество жителей по переписи 2010 года, если не указано иное. Административный центр выделен полужирным.
- Уткиагвик, ранее Барроу (4212)
- Прудо-Бей (2174)[6]
- Пойнт-Хоп (674)
- Уэйнрайт (556)
- Нуйксут (402)
- Анактувук-Пасс (324)
- Алпайн[англ.] (250 — перепись 2000 года; все были сезонными рабочими)
- Кактовик (239)
- Атказук (233)
- Пойнт-Лей (189)
- Дедхорс (47—2000 — оценка 2006 года)[7]

## Демография
С момента образования в 1972 году население боро неуклонно растёт. Тем не менее, имея плотность населения 0,04 человек на квадратный километр, Норт-Слоп занимает по этому показателю 3141-е место из 3143 в списке всех округов США.
2000 год
По переписи 2000 года в Норт-Слопе проживали 7385 человек, было 2109 домохозяйств и 1524 семьи. Расовый состав был следующим: коренные американцы (в основном эскимосы-инупиаты) — 68,38 %, белые — 17,09 %, негры и афроамериканцы — 0,72 %, азиаты — 5,92 %, уроженцы тихоокеанских островов, включая Гавайи — 0,84 %, прочие расы — 0,5 %, смешанные расы — 6,55 %, латиноамериканцы (любой расы) — 2,37 %. В качестве домашнего языка общения 42,84 % населения указали инупиат и 4,21 % — тагальский. 52,9 % населения были мужского пола, 47,1 % — женского.
В 48,1 % домохозяйств проживали несовершеннолетние, 43,3 % были супружескими парами, живущими совместно, 18,3 % представляли собой женщину — главу семьи без мужа, 27,7 % не являлись семьями. Средний размер семьи был 4,05 человека.
38,2 % жителей боро были младше 18 лет, 9,5 % в возрасте от 18 до 24 лет, 30,1 % — от 25 до 44 лет, 18,1 % — от 45 до 64 лет и 4,2 % населения были старше 65 лет. Средний возраст жителя был 27 лет. На 100 лиц женского пола приходилось 112,5 мужского, причём на 100 совершеннолетних женщин приходилось уже 113,9 мужчин сопоставимого возраста.
2004 год
По оценкам 2004 года в Норт-Слопе проживали 7002 человека.
2009 год
Среднегодовой доход домохозяйства составил 82 015 долларов, при среднем по Аляске 66 953 доллара в год. За чертой бедности жили 9,1 % населения боро, при среднем по Аляске 9,4 %.
2010 год
По переписи 2010 года в Норт-Слопе проживали 9430 человек. В качестве домашнего языка общения 51,38 % населения старше 5 лет указали английский, 44,91 % — инупиат и 1,15 % — тагальский. Средний возраст жителя составил 35 лет: 38 лет для мужчин и 28 лет для женщин.
2012 год
По оценкам 2012 года в Норт-Слопе проживали 9643 человека. Средний возраст жителя составил 35 лет, при среднем по Аляске 33 года. 41,5 % населения были мужского пола, 58,5 % — женского.
2013 год
По оценкам 2013 года в Норт-Слоп проживали 9686 человек.
2021 год
По оценкам 2021 года в Норт-Слопе проживали 11 219 человек.

## Достопримечательности
- Национальный Арктический заповедник (частично на территории боро)
- «Ворота Арктики» (частично)
- Национальный заповедник Ноатак (частично)

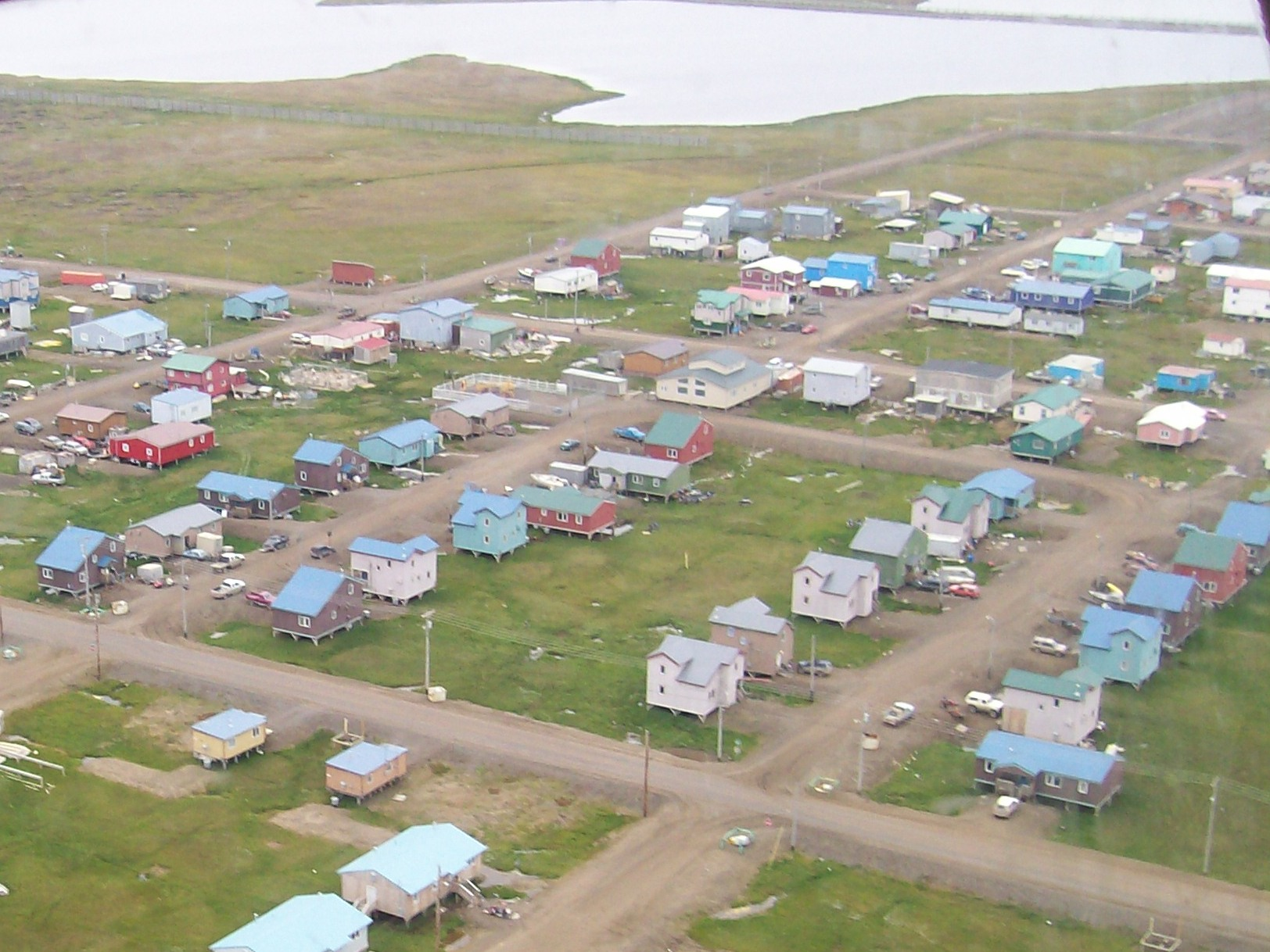
Уткиагвик, ранее Барроу — административный центр Норт-Слопа и самый северный населённый пункт США
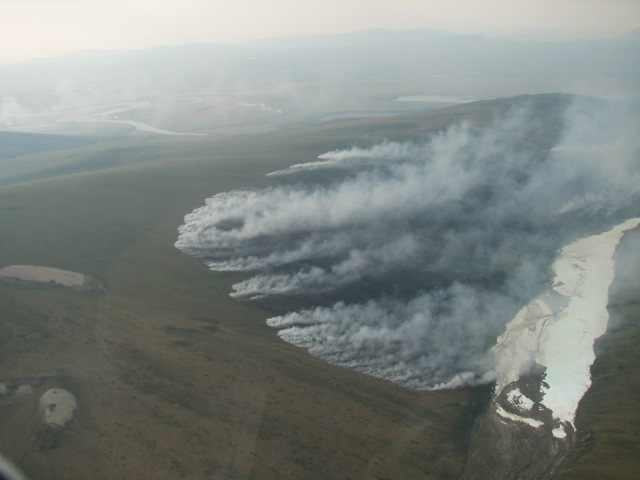
Пожар в заповеднике Ноатак, июнь 2013
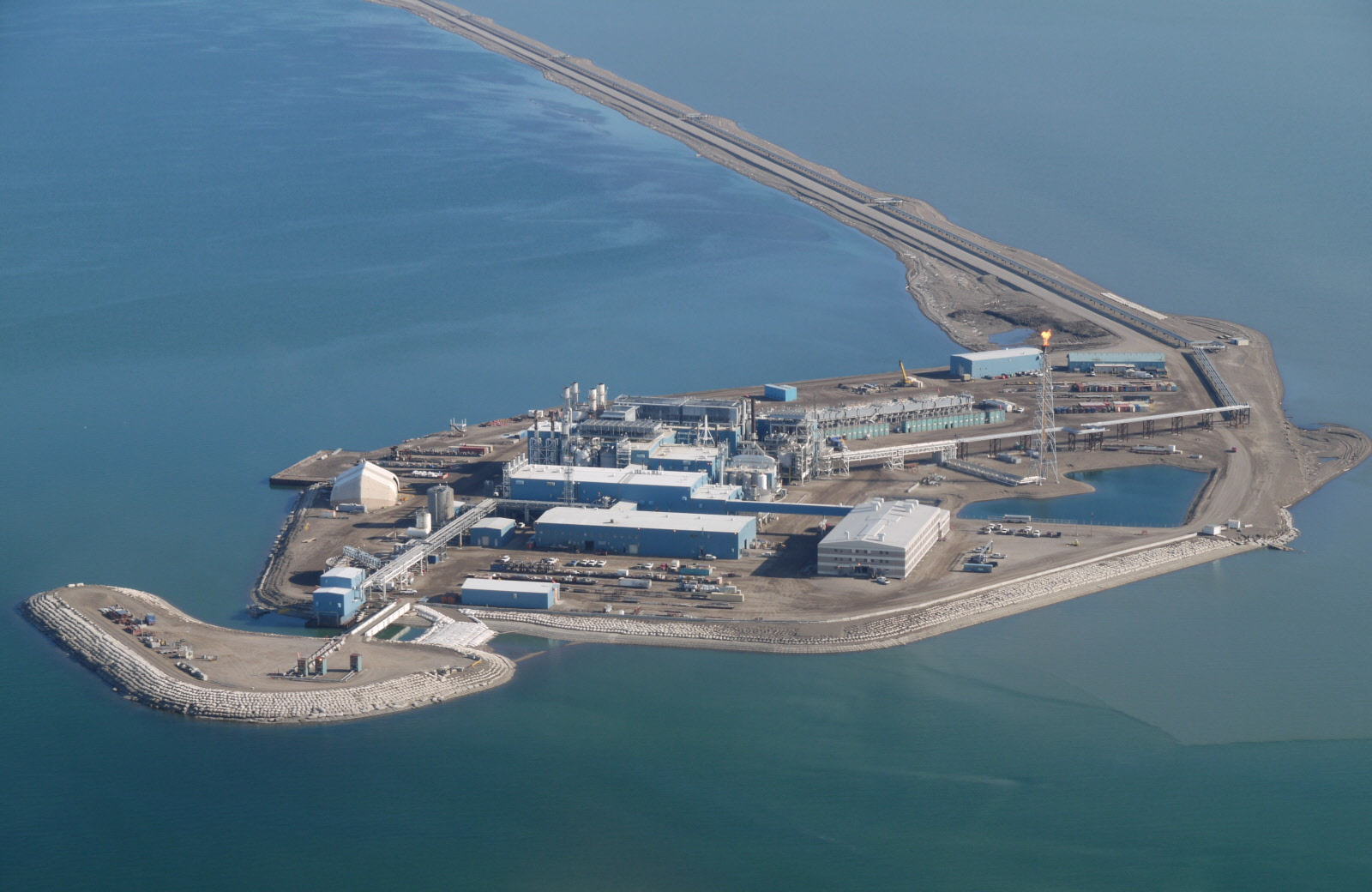
Искусственный остров Эндикотт[англ.] в 4 км от берега
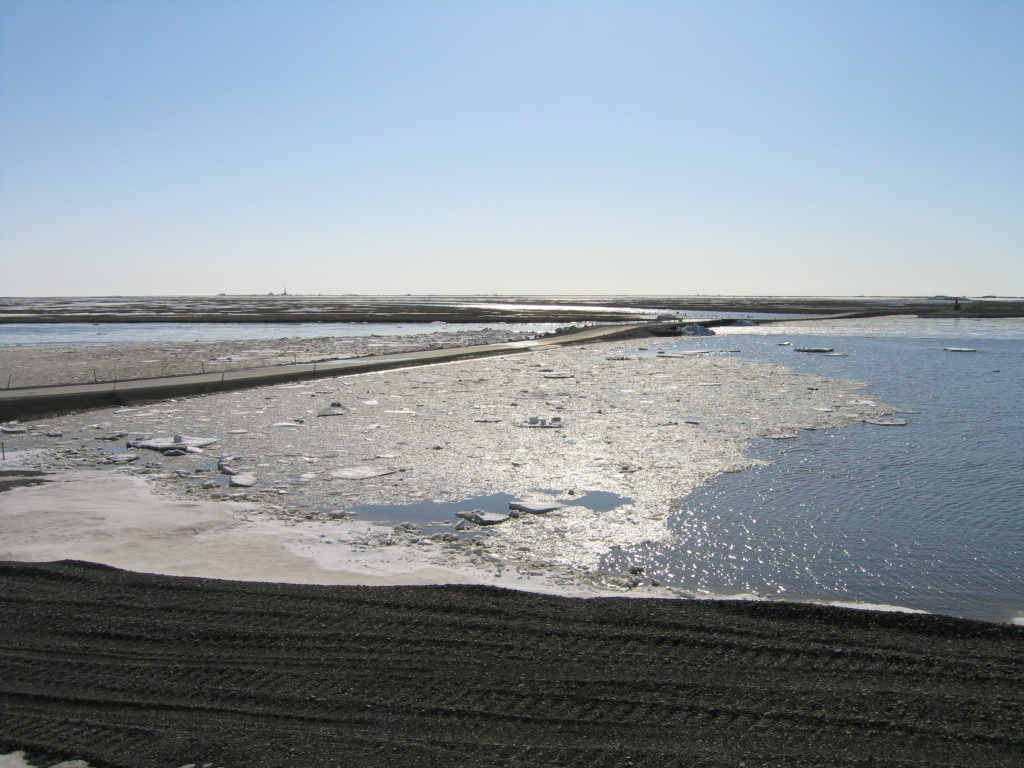
Ледоход на реке Купарук, 30 мая 2011